# Typhlocyba apicata
Typhlocyba apicata är en insektsart som beskrevs av Mcatee 1926. Typhlocyba apicata ingår i släktet Typhlocyba och familjen dvärgstritar. Inga underarter finns listade i Catalogue of Life.